# William Paulet, I marchese di Winchester
William Paulet, I marchese di Winchester, Lord St John e conte di Wiltshire (1483 – 10 marzo 1572) è stato un politico inglese.

## Biografia
Paulet era il figlio maggiore di Sir John Paulet di Basing Castle a Old Basing, vicino a Basingstoke. Sua madre era la cugina di suo padre, Alice, la figlia di Sir William Paulet ed Elizabeth Denebaud.
C'è un certo disaccordo sulla sua data di nascita, con diverse autorità che citano il 1483 o il 1485. C'è anche incertezza su dove è nato, ma potrebbe essere stato a Fisherton Delamere nel Wiltshire, uno dei manieri di suo padre.
Suo padre, che aveva combattuto contro i ribelli della Cornovaglia nel 1497, era il capo di un ramo più giovane di un'antica famiglia del Somerset originario di Pawlett o Paulet and Road, vicino a Bridgwater, figlio di John Paulet e Elizabeth Roos. Il bisnonno di William, John Paulet, acquistò le proprietà dell'Hampshire dal suo matrimonio con Constance Poynings, nipote e coerede di Thomas Poynings, V barone St John.

## Carriera
Paulet fu High Sheriff of Hampshire (1512-1519 e 1523-1527). Fu nominato Maestro delle Reposioni del Re nel novembre 1526 e comparve nel Consiglio privato nello stesso anno.
Durante la sua lunga carriera, Paulet ha ricoperto numerosi incarichi. La carriera politica di Paulet iniziò nel 1529, quando fu eletto per la contea per l'Hampshire. Nel 1532, accompagnò il re Enrico VIII a Calais, e nella primavera successiva, accompagnò il duca di Norfolk a unirsi al re Francesco I di Francia in una udienza proposta con il papa, per discutere del divorzio di Enrico da Caterina d'Aragona. Nel 1536 gli fu concesso il mantenimento della Foresta di Pamber e il 9 marzo 1539 fu creato il Barone San Giovanni. Diventò amministratore del vescovato di Winchester e divenne uno stretto collaboratore del cardinale Thomas Wolsey e un amico di Thomas Cromwell.
Nel 1535 e nel 1536, servì come uno dei giudici per le prove di John Fisher, Sir Thomas More, e dei presunti complici di Anna Bolena; nel 1535 divenne Lord Chamberlain. In parte guidò le forze reali contro il Pellegrinaggio di Grazia, una ribellione scoppiata nell'autunno del 1536, e nel 1538 divenne Lord High Treasurer. Nel 1540, divenne il padrone della corte di Henry di Wards and Liveries, governatore di Portsmouth e Lord Steward of the Household nel 1545. Nel 1546 divenne Lord President of the Council e nel 1547 fu un esecutore testamentario del re.
Continuò le sue manovre politiche nel 1549 sostenendo il conte di Warwick contro il duca di Somerset: in premio, il 19 gennaio 1550 gli fu conferita la posizione di Lord Treasurer nella contea di Wiltshire e Somerset. Nel mese successivo Warwick assunse la carica di Lord Presidente del Consiglio. Quando Warwick fu creato duca di Northumberland l'11 ottobre 1551, Paulet ricevette il Marchesato di Winchester. Sei settimane dopo, prestò servizio come Lord High Steward nel processo del Duca di Somerset.
Si diceva che Northumberland e Winchester "governavano la corte" di Edoardo VI. Maria l'ha confermato in tutte le sue posizioni. Dopo la sua morte, rimase Lord Tesoriere e mantenne molte delle sue altre posizioni, e anche in età avanzata, non mostrò segni di declino: fu il Presidente della Camera dei Lord (1559-1566). Verso la fine della sua vita, si è opposto a qualsiasi supporto militare del protestantesimo continentale, poiché temeva che avrebbe causato una frattura con la Spagna fortemente cattolica.
Partendo da cattolico, sostenne la rottura con Roma voluta dal re. Fu ricompensato con le ex proprietà della Chiesa in seguito alla dissoluzione dei monasteri. Sotto Edoardo VI divenne un evangelico protestante e perseguitò sia cattolici romani che conservatori dell'entroterra. All'ascesa di Maria cattolica, annunciò la sua riconversione e iniziò a perseguitare i suoi ex correligionari protestanti, denunciando persino il vescovo Bonner per "lassismo nel perseguire gli eretici". All'ascesa di Elisabetta, ha ancora una volta spostato le vele e divenne un sostenitore dell'anglicanesimo.

## Matrimonio
Nel 1503 sposò Elizabeth Capel (?-25 dicembre 1558), figlia di Sir William Capel, Lord Mayor di Londra. Ebbero otto figli:
- Alice Paulet, sposò Richard Stawell
- Margaret Paulet, sposò Sir William Berkeley
- John Paulet, II marchese di Winchester (1510-1576)
- Thomas Paulet
- Margery Paulet, sposò Sir Richard Waller
- Eleanor Paulet (?-26 settembre 1558), sposò Sir Richard Pecksall
- Chidiock Paulet (1521-1574)

## Morte
Paulet era ancora in carica quando morì, a Basing House il 10 marzo 1572. La sua tomba si trova sul lato sud del coro della chiesa di Basing.